# Guadalmina
Der Río Guadalmina (vielleicht von arabisch وادي الميناء, DMG wādī 'l-mīnāʾ ‚Fluss des Hafens‘) ist ein kurzer Küstenfluss im Süden Spaniens, der vollständig in der andalusischen Provinz Málaga verläuft.
Bei einer Länge von 28 Kilometern entspringt er in der Sierra Bermeja in der Gemeinde Igualeja. Regelmäßig Wasser führt er ab der Stadt Benahavís, wo er sich im Gebiet Las Angosturas aus dem Karstgrundwasserleiter speist.
Er mündet in der Stadt Marbella in der Nähe von San Pedro de Alcántara.
Der Fluss war in der Vergangenheit von strategischer Bedeutung für die Verteidigung des Ortes Benahavis, wo sein Wasser zudem dazu dient, Getreidemühlen zu treiben. In dieser Gemeinde befindet sich der Guadalmina-Stausee, von dem Wasser abgezweigt wird, um es zum Stausee La Concepción am Rio Verde zu führen, in dem sich der Rio Guadalmansa und der Rio Guadaiza vereinen. Die Wasserentnahme führt dazu, dass der Río Guadalmina in der Trockenzeit im Unterlauf trockenfällt.
Der Unterlauf des Flusses ist stark verstädtert, so dass dort vielen Häusern die Überschwemmungen droht, wenn starke Regenfälle die Stauseen überfüllen.
In der Nähe seiner Mündung liegen römische Bäder (Las Bóvedas) aus dem dritten Jahrhundert sowie die Reste der Basilika Vega del Mar, einer frühchristlichen Kirche aus dem vierten Jahrhundert.